# Palancsa Dorottya
Palancsa Dorottya (Budapest, 1995. május 18. –) kétszeres világbajnok, magyar válogatott curling játékos, jelenleg az Újpesti TE játékosa.
Kiss Zsolttal duóban győzött a 2013-ban Budapesten megrendezett, világbajnokokat és világbajnoki érmeseket is felvonultató tornán a vegyes párosok küzdelmében. A curling vegyes-páros számában kétszer nyert világbajnokságot, először 2013-ban Frederictonban, majd 2015-ben Szocsiban. 2014-ben negyedik helyezést ért el Dumfriesben. 2016 januárjában megnyerték a pozsonyi Curling Champions Tour elnevezésű versenyt.

## Fontosabb eredményei
- Vegyes-páros világbajnok (2013,[6] 2015[7])
- Női csapat országos bajnok (2014, 2015)
- Vegyes-páros országos bajnok (2012, 2013, 2014)
- Egyéni országos bajnok (2012, 2013, 2014)
- Ifjúsági országos bajnok (2010, 2011, 2014)
- Magyar Kupa győztes (2012)
- Vegyes-páros VB 4. hely (2014)
- Év játékosa díj (2012, 2013, 2014)